# 金玉 (秘書)
金 玉（キム・オク、김옥、1964年8月28日 - ）は、朝鮮民主主義人民共和国（北朝鮮）の第2代最高指導者金正日総書記の個人秘書で、夫人であったとされる人物。元朝鮮民主主義人民共和国国防委員会課長。別名は金成玉、柳玉姫。日本のメディアでは「金オク」と表記されることもある。

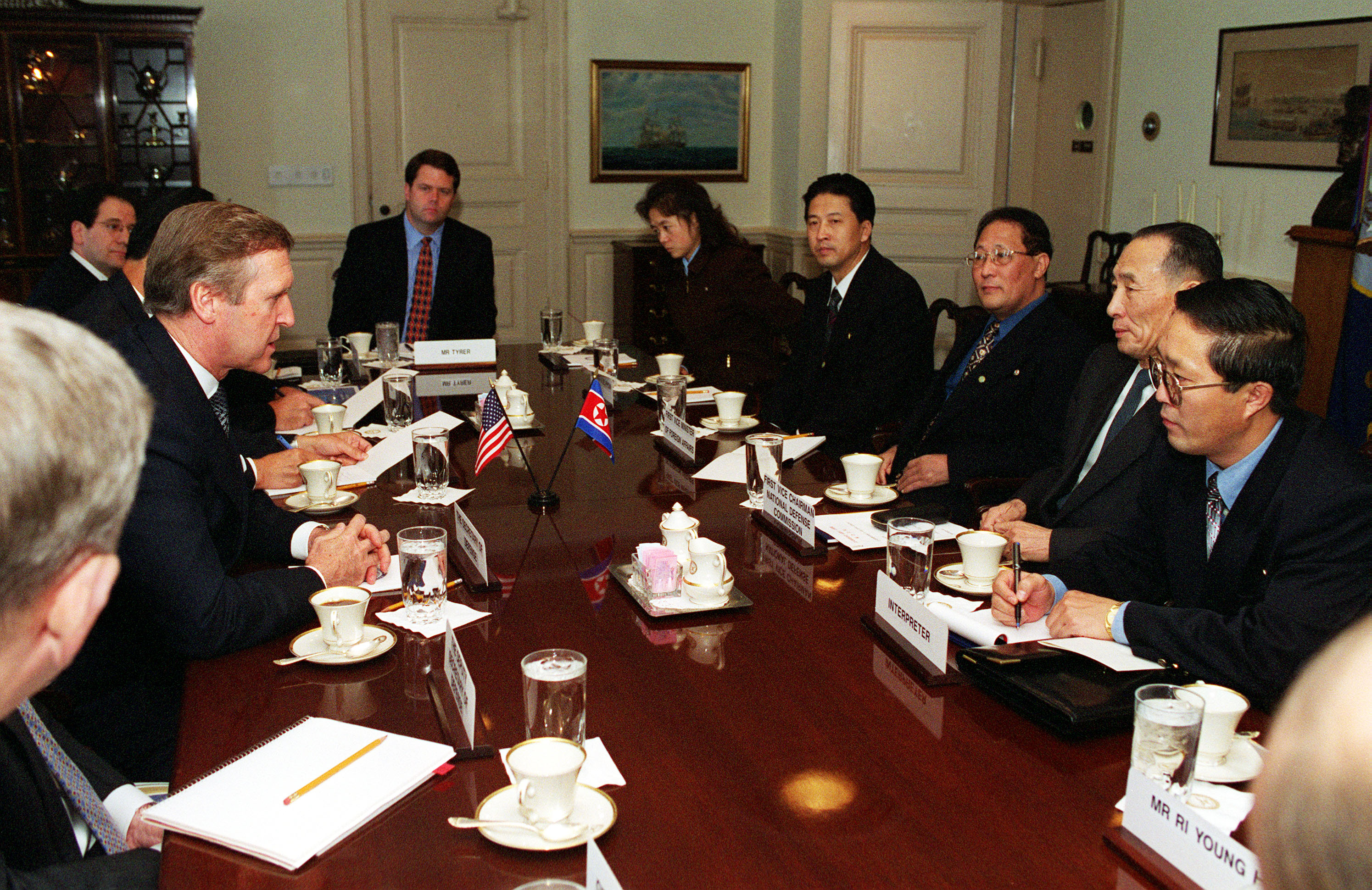
中央奥の女性が金玉

## 来歴
喜び組養成学校と呼ばれる平壌の金星高等中学校を卒業後、平壌音楽舞踊大学に入学してピアノを専攻。卒業後は旺載山軽音楽団のピアニストとして活動する。
1980年代から金正日の個人秘書を務めていたが、2000年頃の段階では米韓ともにさほど重要視していなかった。しかし、その後は着々と存在感を高めた。
2001年頃より国防委員会課長に就任したとされる。2006年1月の中国共産党中央委員会総書記の胡錦濤との会談や北朝鮮国内の視察など、第3夫人の高英姫の死後、金正日と行動を共にしていることが確認されている。
2006年7月、金正日総書記と同棲していることが報道された。2008年には金正日の娘を出産した。また、2008年9月より重病説が流れている金正日の詳細な病状について詳細を把握しているとされ、高英姫が死の直前に実子である金正哲と金正恩を金玉に託していることからも、後継者選びに関して重大な影響を持っているとみなされていた。
2009年頃、金正日と正式結婚したと見られる。
2011年、中国の高官筋より訪中した大韓民国の保守系野党、自由先進党の朴宣映議員に伝えられた情報により金正日との間に7歳になる息子の存在が判明。金正日夫人の存在が公式に明らかにされたことは一度もないが、複数の女性との間に3男3女をもうけたというのが定説となっている。2011年12月17日に金正日総書記が死去し、その葬儀委員名簿に名前はなかったが、2012年2月14日に発表された金正日勲章受勲者132人の中に名を連ねた。またこれが、北朝鮮のメディアで金玉の実名が初めて報道されたケースとなった。
2016年7月、アメリカ政府系放送局のラジオ・フリー・アジアが、金玉が家族とともに粛清され、政治犯として強制収容所に送られた可能性を報じた。これによると、中国の実業家が訪朝した際に朝鮮労働党の幹部から聞いた話として、粛清の決定打となったのは、金玉の弟の金均（キム・ギュン）が姉の存在を後ろ盾にしてとっていた傍若無人な行動と傲慢な態度であり、国家安全保衛部が金正恩に報告したことにより粛清となったという。また、金玉の存在が、金正恩の生母の高英姫の偶像化や妻の李雪主や妹の金与正の政治活動に悪影響を与えることも考慮されたという。なお、かねてより金均は2011年に金日成総合大学の総長代行である第1副総長に任命されていたが、金正恩執権開始後の2013年10月に突然退いていたことが確認されており、朝鮮労働党財政経理部副部長だった父の金孝（キム・ヒョ）は2014年3月の最高人民会議第13期代議員選挙で代議員に再選されなかったことが確認されていた。